# Ricardo Clarke
Ricardo Mauricio Clarke Hamilton (ur. 27 września 1992 w Colón) – panamski piłkarz występujący na pozycji skrzydłowego, reprezentant Panamy, od 2025 roku zawodnik Independiente La Chorrera.

## Kariera klubowa
Clarke wychowywał się w dzielnicy (barriada) Luther King portowej miejscowości Cativá, w prowincji Colón. Jest najmłodszym z trójki rodzeństwa (posiada starszego brata i siostrę), jego matka pracowała jako nauczycielka w lokalnej szkole. W wieku dziewięciu lat rozpoczął treningi w akademii juniorskiej klubu Sporting San Miguelito. Do pierwszej drużyny został włączony przez szkoleniowca Richarda Parrę i w Liga Panameña zadebiutował w 2011 roku w spotkaniu z Tauro. Premierowego gola w najwyższej klasie rozgrywkowej strzelił natomiast w konfrontacji z Árabe Unido, szybko zostając podstawowym zawodnikiem drużyny. We wrześniu 2012 został wypożyczony na trzy miesiące do nowozelandzkiego Wellington Phoenix FC, w celu zastąpienia w zespole kontuzjowanego Daniego Sáncheza. W australijskiej A-League zadebiutował 6 października 2012 w wygranym 2:0 meczu z Sydney FC, a ogółem zanotował w ekipie trenera Rickiego Herberta dwa występy.
Zaraz po powrocie do ojczyzny – w wiosennym sezonie Clausura 2013 – Clarke wywalczył ze Sportingiem pierwszy w historii klubu tytuł mistrza Panamy. Sam został wówczas królem strzelców ligi panamskiej (z dziesięcioma golami na koncie) oraz otrzymał nagrodę Premio Rommel Fernández dla najlepszego panamskiego piłkarza występującego w rodzimej lidze. W sierpniu 2013 przeszedł (początkowo na zasadzie wypożyczenia) do mistrza Wenezueli – klubu Zamora FC, gdzie miał zastąpić swojego rodaka i dotychczasową gwiazdę ligi Gabriela Torresa. W wenezuelskiej Primera División zadebiutował 25 sierpnia 2013 w wygranym 2:0 pojedynku z Deportivo Lara, zaś pierwszą bramkę zdobył 20 października tego samego roku w wygranym 2:1 spotkaniu z Deportivo La Guaira. Już w swoim pierwszym sezonie 2013/2014 wywalczył z ekipa Noela Sanvicente mistrzostwo Wenezueli i sukces ten powtórzył również w półrocznym sezonie 2015. Trzeci tytuł mistrza Wenezueli z Zamorą wywalczył w sezonie 2016, a ogółem barwy zespołu z Barinas reprezentował przez cztery lata. Był czołowym zawodnikiem ligi wenezuelskiej – imponował dynamiką i ruchliwością, występując na pozycji ofensywnego pomocnika lub skrzydłowego.
W lipcu 2017 Clarke jako wolny zawodnik podpisał trzyletnią umowę z portugalskim zespołem Boavista FC. W Primeira Liga zadebiutował 7 sierpnia 2017 w przegranej 1:2 konfrontacji z Portimonense SC.

## Kariera reprezentacyjna
W seniorskiej reprezentacji Panamy Clarke zadebiutował za kadencji selekcjonera Hernána Darío Gómeza, 17 lutego 2016 w wygranym 1:0 meczu towarzyskim z Salwadorem. W lipcu 2017 został powołany na Złoty Puchar CONCACAF, podczas którego był rezerwowym zawodnikiem swojej kadry, rozgrywając jedno z czterech możliwych spotkań (po wejściu z ławki). Panamczycy odpadli wówczas z turnieju w ćwierćfinale, ulegając Kostaryce (0:1).